# Gabi Fuhrimann

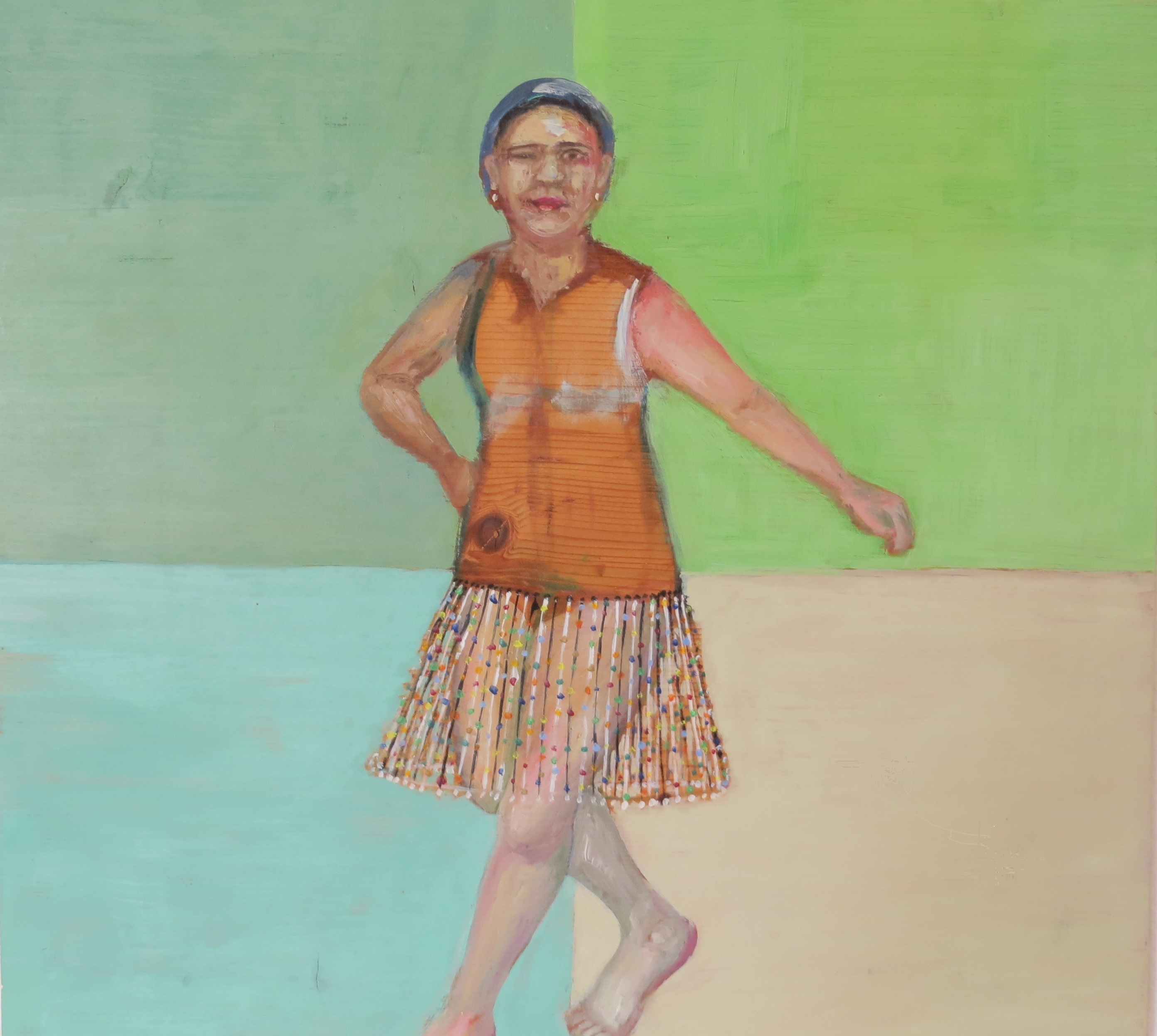
Lady von Gabi Fuhrimann (Datum unbekannt)

Gabriela Brigitta Fuhrimann (* 27. Januar 1958 in Zürich; † 24. November 2021 in Brugg, heimatberechtigt in Oeschenbach) war eine Schweizer Bildhauerin und Malerin.

## Leben und Werk
Gabi Fuhrimann war die Tochter des Architektenehepaar Hans Ulrich Fuhrimann und Verena Fuhrimann-Weber (1926–2000). Ihr Bruder ist der Architekt Andreas Fuhrimann.
Gabi Fuhrimann liess sich an der Schule für Gestaltung in Luzern zur Bildhauerin ausbilden. Anlässlich eines gemeinsamen Aufenthalts 1989 im Zentrum für Gegenwartskunst NAIRS in Scuol begann unter dem Namen Furyherz eine künstlerische Zusammenarbeit zwischen Gabi Fuhrimann und Christian Herter. Als sie 1991 vom Aargauer Kuratorium in Paris ein Atelier an der Cité des Arts erhielt, fing sie an zu malen. In Paris lernte sie ihren Lebenspartner Rolf Winnewisser kennen.
Gabi Fuhrimann erhielt 1993 ein Eidgenössisches Kunststipendium und 2014 einen Werkbeitrag der Esther-Matossi-Stiftung. Ihre Werke stellte sie in zahlreichen Gruppen- und Einzelausstellungen aus, u. a. im Kunstmuseum Olten, im Aargauer Kunsthaus sowie in verschiedenen Galerien.